# Calliergon hansenae
Calliergon hansenae là một loài rêu trong họ Amblystegiaceae. Loài này được Steere mô tả khoa học đầu tiên năm 1942. Danh pháp khoa học của loài này chưa được làm sáng tỏ. 